# Pegel (Einheit)
Der Pegel war eine kleine Maßeinheit für das Volumen von Flüssigkeiten und hatte immer eine andere regionalabhängige gleichzusetzende Bezeichnung und auch ein verschiedenes Maß.

## Königreich Dänemark
Im Königreich Dänemark war für Pegel auch der Begriff Pal und Päl(e) gebräuchlich und galt besonders im Weinhandel. Die folgenden Verhältnisse bestanden zu anderen Einheiten:
- 1 Fuder Wein = 6 Ahn/Ohm = 24 Anker = 3720 Pegel
- 1 Fuder = 465 Kannen = 930 Pott/Krüge
- 1 Kanne = 2 Pott = 8 Pegel

Der Anker wurde oft mit 19 (genau 19 ⅜) Kannen oder 39 (genau 38 ¾) Pott gerechnet.
- 1 Ohm =14.962 Zentiliter oder 7542 Pariser Kubikzoll[2]
- 1 Pott = 96,529 Zentiliter = 48,66 Pariser Kubikzoll

## Königreich Preußen
Im Königreich Preußen galten folgende Verhältnisse:
- 1 Oxhoft = 1 ½ Ohm = 6 Anker = 108 Kannen = 216 Pott = 864 Pegel
- 1 Kanne = 98 Pariser Kubikzoll ergibt für 1 Pegel = 784 Pariser Kubikzoll

## Großherzogtum Mecklenburg-Schwerin
Im Großherzogtum Mecklenburg-Schwerin wurde der Pegel auch Ort genannt. Dort galten folgende Verhältnisse
- 1 Ahm = 4 Anker = 5 Eimer = 20 Viertel = 40 Stübchen = 80 Kannen = 160 Pott/Quartier = 320 Ösel/Planken/Stück = 640 Pegel = Lübecker Ohm = 1,455 Hektoliter[3]

## Großherzogtum Mecklenburg-Strelitz
Im Großherzogtum Mecklenburg-Strelitz galten folgende Verhältnisse:
- 1 Oxhoft = 1 ½ Ohm = 6 Anker =160 Pott = 640 Pegel
- 1 Oxhoft = 6 Anker = 240 Pott = 960 Pegel

Das Strelitzer Pott war dem Schweriner völlig gleich.
- 1 Fuder = 4 Oxhoft = 6 Ohm = 24 Anker = 30 Eimer = 120 Viertel = 240 Stübchen = 480 Kannen = 960 Quartier/Pott = 1920 Ösel/Planken/Stück und 7680 Pegel
- 1 Pott = 49 Pariser Kubikzoll = 1 Liter[5]

Das gesetzlich vorgeschriebene Lübecker Kannen- oder Pottmaß hatte 45 ⅝ Pariser Kubikzoll, aber viele Mecklenburgische Maße waren kleiner bis 41 ½ Pariser Kubikzoll.

## Rostock
In Rostock heißt der Pegel auch Ort:
- 1 Pegel = 5 7/10 Pariser Kubikzoll = 1/9 Liter[7]

## Stralsund
Für Stralsund sind folgende Umrechnungen belegt:
- 1 Oxhoft = 1 ½ Ohm = 6 Anker = 108 Kannen = 216 Pott = 864 Pegel

Der Pott war dem Lübecker Pott gleich mit 49 Pariser Kubikzoll, womit der Pegel 12,25 Pariser Kubikzoll hatte.
- 16 Pegel = 196 Pariser Kubikzoll = 3 8/9 Liter[10]